# グリンジ
グリンジ（Gurindji）はオーストラリア先住民の1民族をさす。オーストラリア北部のノーザンテリトリーを中心に住み、狩猟採集生活を営んでいた。言語はグリンジ語。ビクトリア・リバーの最上流にあるグリンジ・カントリーには、ダグラグとカルカリンギの二つの村があり、自治が行なわれている。
19世紀以降は白人によりノーザンテリトリーの多くが牧場化され、グリンジも牧場の労働者となる。1966年にグリンジは劣悪な労働条件に抗議し、自分たちの土地を返還するよう求めた。この運動は全国的に注目を集め、1975年にはダグラグを含む土地が返還された。